# Josef Filip Duras
Josef Filip Duras (1. květen 1793 Jemníky – 10. července 1856 Litoměřice) byl český justiciár. Zaměstnával Karla Hynka Máchu, významného představitele české poezie v období romantismu.

## Život

### Rodina Durasových a vztahy
Josef Filip Duras se narodil 1. května 1793 do mlynářské rodiny v Jemníkách u Slaného. Vzhledem k funkci, kterou později vykonával, ovládal velmi dobře němčinu. Některé zdroje tvrdí, že k Durasovi docházeli známí za účelem zdokonalení se v německém jazyce. Měl starší sestru Marii (1787–1823), která se roku 1805 provdala za Václava Trojana (1780–1857). Václav Trojan byl knovízský kněz, kterému se 2. dubna 1815 během manželství s Marií Durasovou narodil syn Alois Pravoslav Trojan (1815–1893). Ten se později stal blízkým přítelem Karla Hynka Máchy. Sám Alois Trojan se stal významným českým právníkem, politikem a poslancem nejen Českého zemského sněmu ale také Říšské rady. Uvádí se, že to byl právě Trojan, kdo Máchovi zajistil místo v kanceláři u svého příbuzného Josefa Durase.

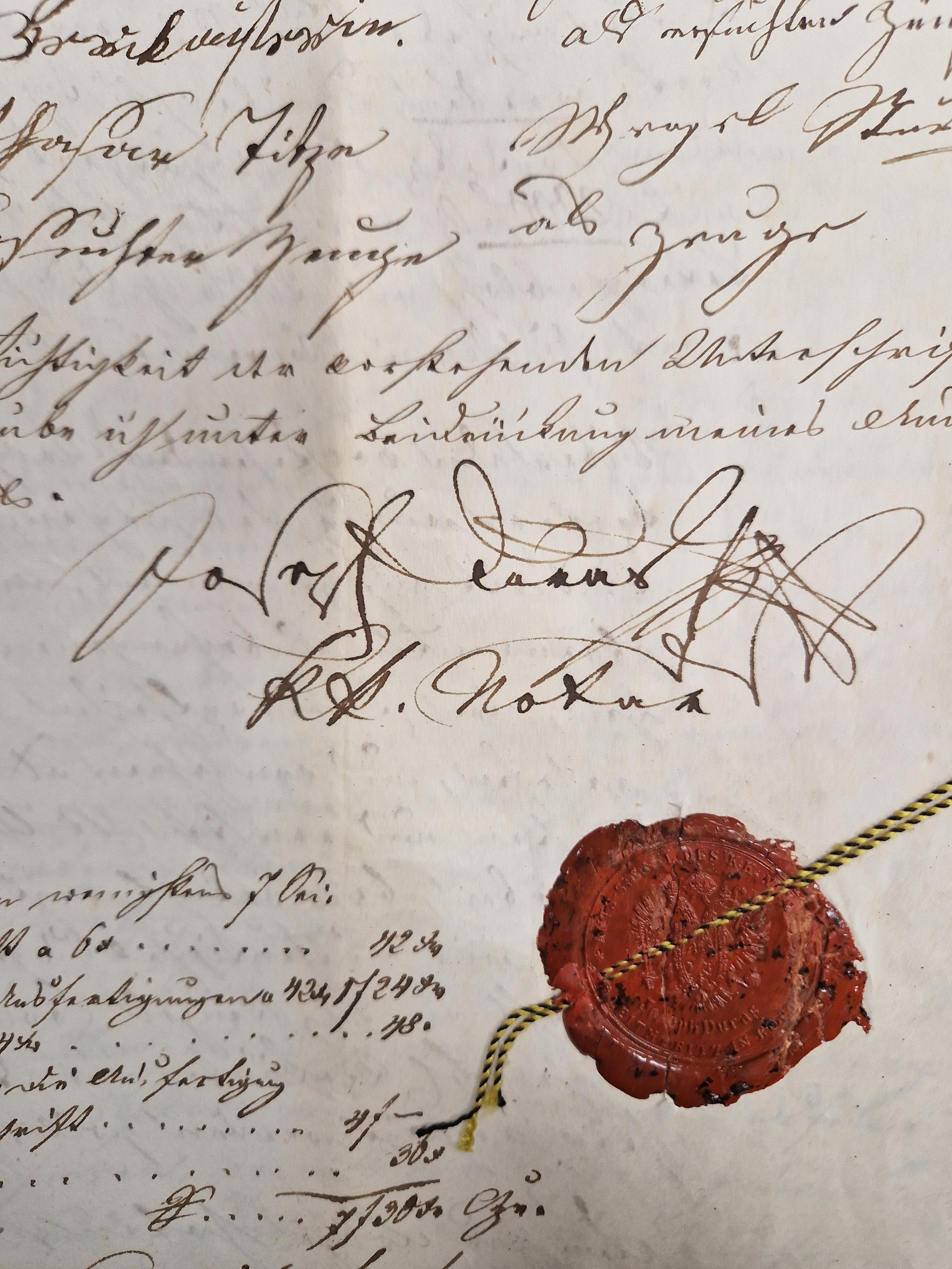
Podpis Josefa Filipa Durase

Roku 1833 vstoupil Josef Filip Duras do manželství s Albertinou Matouškovou (9. 4. 1809 – 10. 8. 1863), dcerou Ferdinanda Matouška, který zastával funkci ředitele panství ve Spáleném Poříčí, Lešanech, Nedvězí a v Pozdni. Svatba Josefa Durase a Albertiny Matouškové se konala ve Slaném. Ve Slaném přišel 4. září 1834 na svět Durasův prvorozený syn Karel, kterého následoval syn František (1836–1859?) a dcery Julie (1838–1857) s Norbertou (1841). Ani jedno z dětí se však vysokého věku nedožilo.

### Pobyt v Litoměřicích a setkání s Karlem Hynkem Máchou
V roce 1835 se rodina Durasových přestěhovala do královského města Litoměřice, kde Josef Duras nastoupil do funkce justiciára. Durasovo justiciárství se vztahovalo na panství Žitenice, Hrdly, Vraný, Pátek a Peruc. Koncem září roku 1836 se Duras setkal s K. H. Máchou, který u něj nastoupil jako koncipient. Především dopisy, které Mácha psal své manželce Eleonoře „Lori“ Šomkové, poukazují na fakt, že soužití s ním nebylo jednoduché, což se projevovalo i v jeho pracovním životě. Někdy nebyl schopen ovládat své emoce, což dokládá krátký konflikt, který se udál mezi Máchou a posledním žijícím litoměřickým katem Janem Ledvinou, kterého Mácha nejen vykázal z Durasovy kanceláře, ale údajně také shodil ze schodů. Duras prý pouze konstatoval, že ublížil-li si, bude mít Mácha pěkné popotahování. Přestože Mácha ve své práci často chyboval, byly vztahy mezi ním a Durasem korektní.
Vztah mezi Máchou a Durasovou manželkou Albertinou byl dle všeho značně přátelský. „Pan justicier už mě navštívil v kvartýru a divil se, že jsem (…)natý. Když jsem přišel do kanceláře a ptali se mě, jak mi je, tak jsem řekl, že dobře sice, ale že jsem slabej, tak mi paní hned uvařila polivku, a druhý den zas. Hned jak se maso trochu vodvařilo, vrazila mi do ní vejce, a tak jsem furt musil pít polivku…“ psal Mácha v dopise svým rodičům do Prahy. Starost manželky o podřízeného byla optikou tehdejší doby velmi neobvyklá a dokládá tak dobrý vztah mezi Máchou a Durasovými. Přes všechno vzájemné porozumění Albertiny Durasové a Karla Hynka Máchy, zůstali oba pouze přáteli.

### Závěr života
Josef Filip Duras působil ve funkci litoměřického justiciára až do své smrti. Zemřel 10. červenec 1856 v Litoměřicích následkem mrtvice, dožil se tak 63 let. Albertina Durasová přežila svého muže o sedm let a zemřela dne 10. srpna 1863 v důsledku tuberkulózy.